# Membracis foliata
Membracis foliata är en insektsart som beskrevs av Carl von Linné. Membracis foliata ingår i släktet Membracis och familjen hornstritar. Utöver nominatformen finns också underarten M. f. c-album.